# متحف الوذيمان
متحف الوذيمان أحد متاحف منطقة الجوف دومة الجندل، أسسه حمد أوذيمان حمود الوذيمان، يضم المتحف مجموعة من القطع التراثية التي تحمل هوية المنطقة وتتنوع من حيث المادة التي صنعت منها القطعة وكذلك من حيث وظيفة القطعة فهناك الأواني والأدوات الخشبية التي تستخدم أكثرها في حرفة الزراعة وكذلك لوازم عدة حيوانات كالخيل والإبل .
كما تضم الصناعات الخشبية بعض أواني الطهي والمأكل، كما توجد الأواني والأدوات النحاسية وتضم بعض أواني الطهي والقهوة والسقيا وكذلك بعض الأسلحة وأدوات الإنارة والجلديات وتضم الأواني التي تستخدم في الحليب ومشتقاته وكذلك بعض أدوات الحرب وتجهيز بعض حيوانات الركوب، والصوفيات التي تدخل في صناعة بيوت الشعر وبعض الملابس.